# Posguerra (novela)
Posguerra (novela, 2002).

## Historia
La Alemania provinciana de posguerra es el escenario de esta novela de fuertes rasgos autobiográficos, narrada desde la perspectiva de un adolescente. La acción inicia en 1945, cuando se rinden las tropas alemanas frente a los ejércitos de los países aliados, año del nacimiento de Wolfgang, el protagonista.
En este libro se describen las dificultades de la vida cotidiana durante esa etapa y cómo se resuelven los problemas económicos y la fuerte crisis moral de un pueblo derrotado.
Hoy en día Alemania tiene fama de ser uno de los países más ricos del mundo y poca gente se acuerda de los años posteriores a la Segunda Guerra Mundial, marcados por la escasez y el hambre. En estas evocaciones de infancia, el autor nos muestra los conflictos y las dificultades de toda una generación en la lucha por la supervivencia, y cómo los alemanes se recuperan poco a poco del gran desastre, ganando rápidamente confianza en sí mismos.